# ノイトリック
Neutrik AG（ノイトリック アクティン・ゲゼルシャフト）は、リヒテンシュタイン公国のシャーンに本拠を置く、業務用の音響機器、照明機器、映像機器及び関連設備に向けたコネクターを製造販売する企業である。1975年にリヒテンシュタインの2人の農家が始めたビジネスに端を発して始まったが、現在は8か国に子会社を有し、それ以外の国・地域は正規販売代理店を通じて事業展開している多国籍企業である。

## 概説
オーディオ用、ビデオ用、照明用、電源用、データ通信用、工業用そして医療機器用の7つの分野向けコネクターを主に製造販売している。1978年、日本には正規輸入代理店を通して事業展開が始まり、1990年、正規輸入総代理店とノイトリックAGとの間において資本関係を締結。その後1996年8月、日本法人ノイトリック株式会社を設立し、現在はイギリス(1986年)、スイス(1986)年、アメリカ(1988年)、中国(1994年)、香港、日本(1996年)、ドイツ(2000年)、フランス(2003年)に子会社を置いている。

## 拠点会社
Headquarters
Neutrik AG (本部 リヒテンシュタイン公国)
- Neutrik Limited (ノイトリック株式会社)
- Neutrik Vertriebs GmbH (ドイツ販売会社)
- Neutrik (UK) Ltd. (イギリス販売会社、製造工場)
- Neutrik France SARL (フランス販売会社)
- Neutrik Americas (アメリカ販売会社)
- Neutrik Hong Kong Ltd. (香港及び南中国地域)
- Ningbo Neutrik Trading Co., Ltd. (製造工場及び南中国地域)
- Connex GmbH (ドイツ拠点)
- H. Adam GmbH (ドイツ拠点)
- Contrik AG (スイス拠点)

## ギャラリー

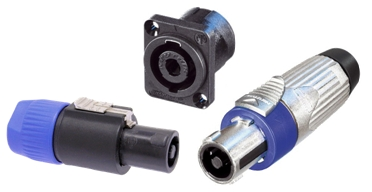
ノイトリック SpeakON プラグ & SpeakON コネクター
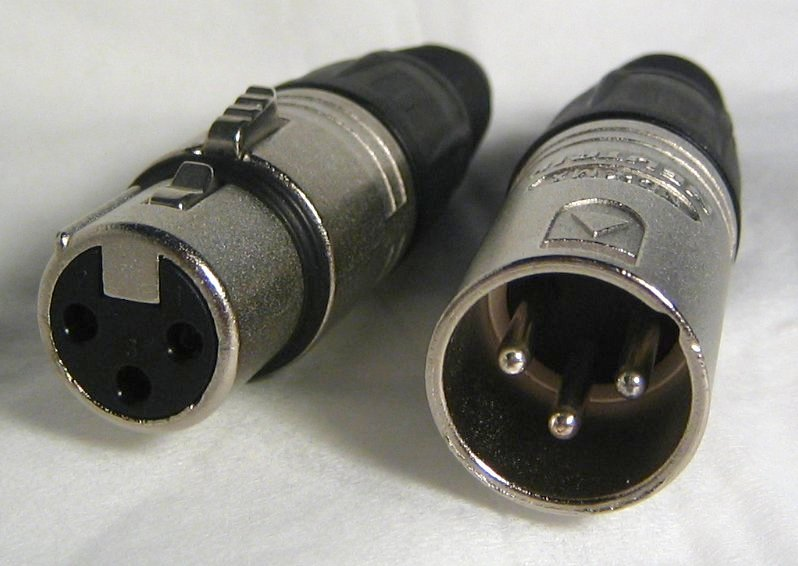
ノイトリック XLR ケーブルコネクター